# Xylulose-5-phosphate
Le xylulose-5-phosphate est un pentose intermédiaire de la voie des pentoses phosphates et du cycle de Calvin. Il s'agit d'un cétose en équilibre avec le ribulose-5-phosphate sous l'action de la ribulose-phosphate 3-épimérase.